# Sergo Abramishvili

a Compétitions nationales et continentales officielles uniquement.

b Matchs officiels uniquement.
Dernière mise à jour le 21 octobre 2024.
Sergo Abramishvili, né le 20 novembre 2003 en Géorgie, est un joueur international géorgien de rugby à XV évoluant au poste de pilier gauche pour le Stade français Paris en Top 14.

## Biographie
Formé à Tbilissi au Khvamli Tbilisi (en), Sergo Abramishvili rejoint en août 2021, à l'âge de 17 ans, le pôle espoir du Stade français Paris pour un contrat de trois ans.
Ses débuts sous les couleurs professionnelles du Stade français Paris se font lors de la dernière minute du match de Top 14 contre le CA Brive le 5 juin 2022, sa première titularisation a lieu contre le Benetton Trévise en Challenge Cup le 9 décembre 2022.
En parallèle, il est appelé par l'équipe de Géorgie des moins de 20 ans en 2022 pour prendre part aux Six Nations Summer Series puis l'année suivante lors du Championnat du monde junior,. L'année 2023 marque aussi ses premières capes avec l'équipe de Géorgie contre l'Allemagne, les Pays-Bas et l'Espagne en Championnat d'Europe.
Après s'être imposé comme un joueur important de l'effectif du Stade français durant la saison 2023-2024, qui voit son club atteindre les demi-finales du Top 14, Sergo Abramishvili prolonge son contrat avec le club parisien au cours de la saison 2024-2025, jusqu'en 2028.